# Tribozytisches Organ
Das tribozytische Organ oder Brandes-Organ ist eine zusätzlich zu den beiden Saugnäpfen auftretende Haftstruktur bei Saugwürmern der Überfamilie Diplostomoidea (Ordnung Diplostomida). Es liegt meist unmittelbar hinter dem Bauchsaugnapf und stellt sich als seichte bauchseitige Vertiefung dar. Man nennt den Saugegel-Bautyp mit diesen drei Haftorganen auch holostom. Das tribozytische Organ ist eine wichtige Struktur für die Anheftung der Parasiten an die Darmschleimhaut. Es gibt eiweißspaltende (protelolytische) Enzyme und alkalische Phosphatase ab, welche die Darmzotten des Wirts angreifen und ihren Schleimhautüberzug auflösen, wodurch die Parasiten an das Stroma gelangen.